# Beclardia macrostachya
Beclardia macrostachya (Thouars) A.Rich., 1828 è una pianta della famiglia delle Orchidacee, endemica del Madagascar.